# Drebach
Drebach est une commune de Saxe (Allemagne), située dans l'arrondissement des Monts-Métallifères, dans le district de Chemnitz.

## Drebach en bref

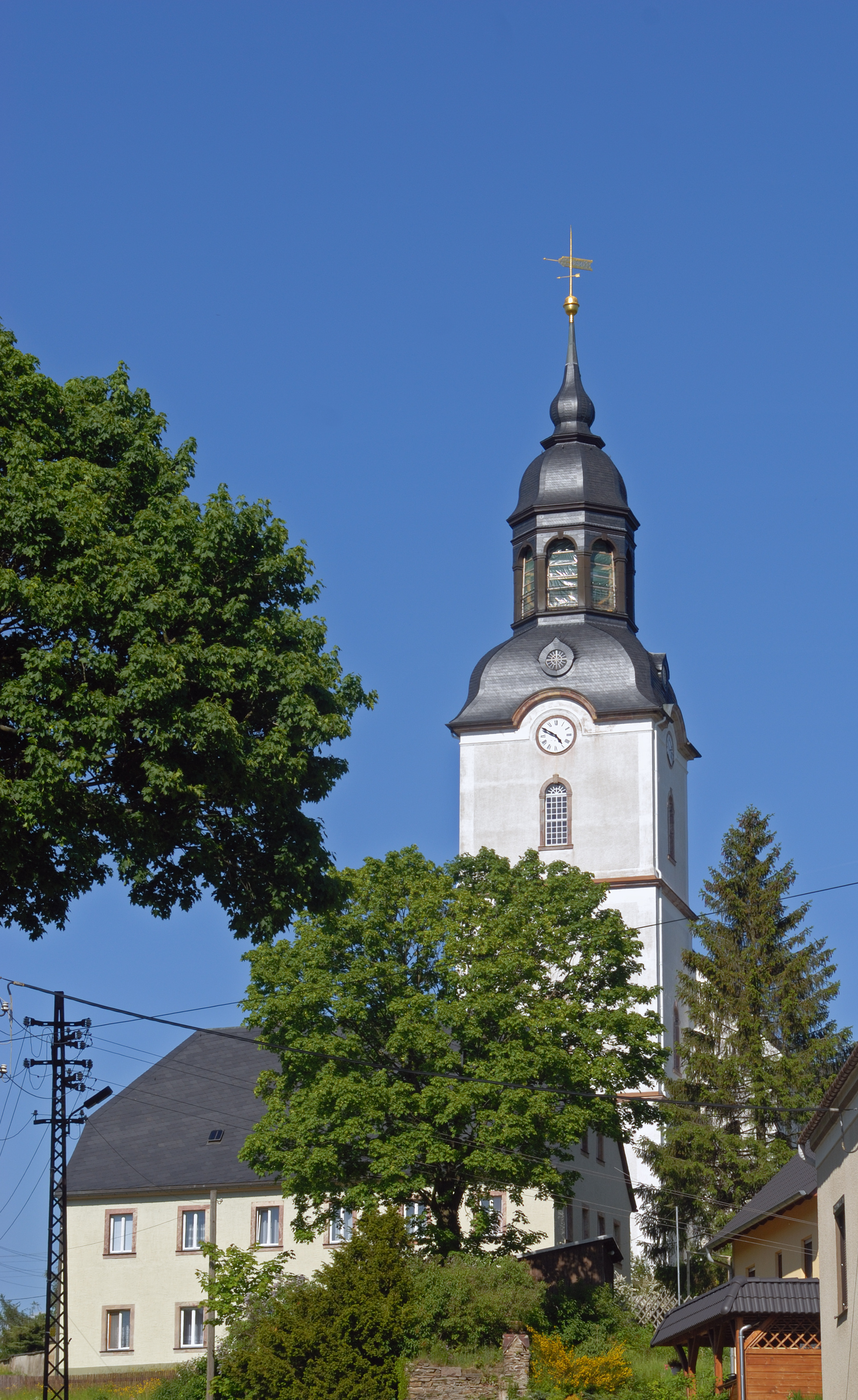
L'église luthérienne de Drebach

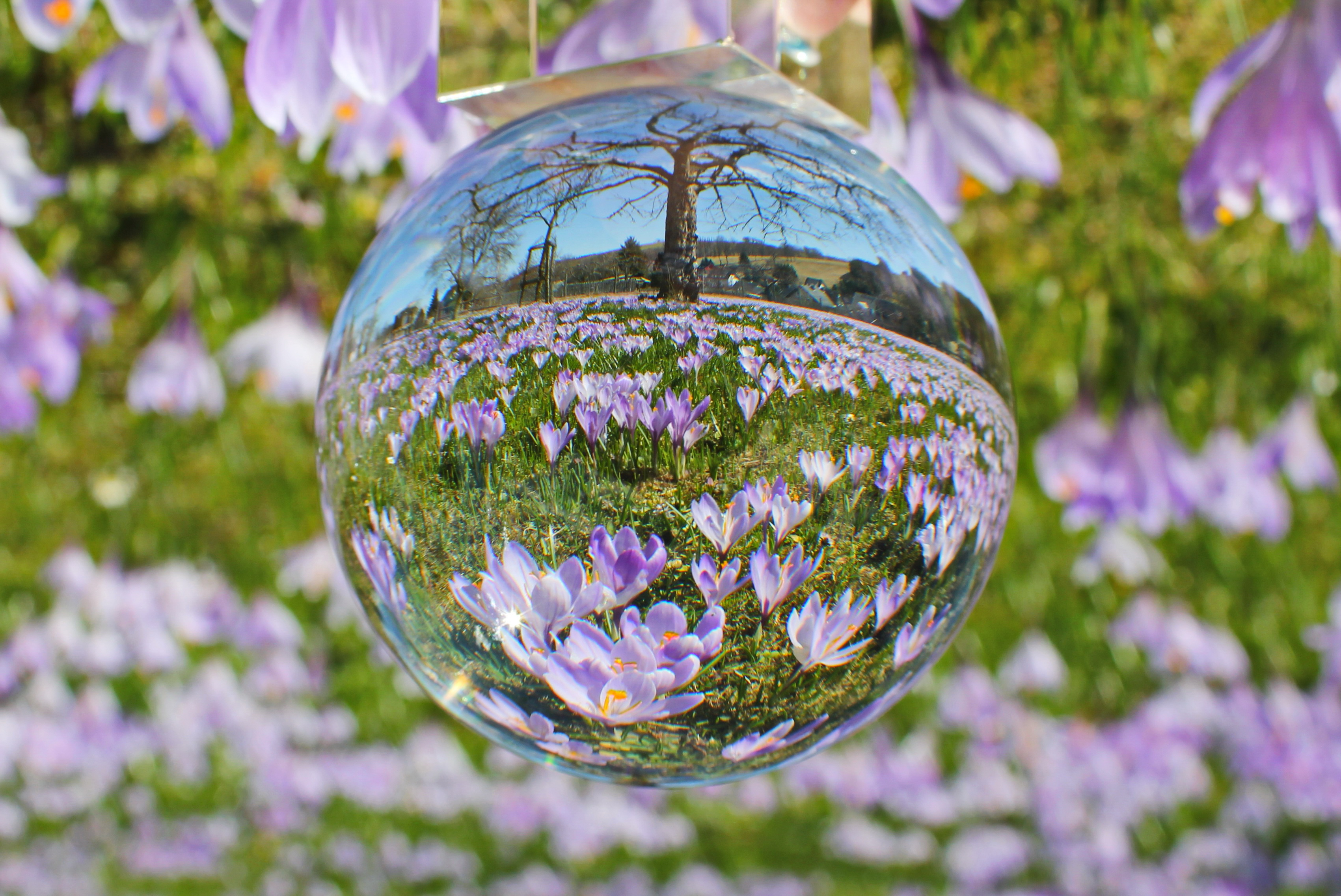
Drebacher Krokuswiesen, la floraison des crocus à Drebach. Avril 2013.

La commune de Drebach est mentionnée dans un document officiel pour la première fois en 1385 sous le nom de "Drätbach".
Située dans les pittoresques Monts Métallifères, Drebach possède le caractère d'un village typique où champs et prairies semblent découpés en bandes de terre situées de part et d'autre d'un axe qui constitue la rue principale. Sa superficie totale est de 17 km2. Drebach s'étend sur une longueur d'environ 6 km et la population s'élève à quelque 2700 habitants. Le village est situé à une altitude de 500 mètres au beau milieu d'un paysage officiellement classé.
Drebach est connu pour sa floraison annuelle de crocus qui s'étendent sur environ 7 ha et qui en mars/Avril constituent une véritable attraction pour les visiteurs venant des alentours mais aussi de très loin. Drebach est le seul village d'Allemagne à posséder une station d'observation astronomique avec un planétarium.
La commune appartient à l'Arrondissement des Monts-Métallifères et s'est associée en 1995 avec quatre autres communes en un syndicat intercommunal du nom de Grüner Grund (approximativement "Vallée Verte").
Le village porte avant tout l'empreinte de l'agriculture, de la mécanique de précision, de l'industrie alimentaire et métallurgique ainsi que des entreprises artisanales et de commerce.
N'oublions pas non plus de mentionner l'église luthérienne qui est classée monument historique depuis 1982. Les associations locales offrent conjointement avec l'église protestante d'excellentes bases d'animation sur le plan musical, sportif et culturel.

## Personnalités liées à la commune
- Christian Friedrich Arnold (1823–1890), architecte et professeur à l'académie de Dresde
- Karl Stülpner (1762–1841), héros populaire
- David Rebentrost (1614–1713), prêtre, médecin et naturopathe
- Johanna Amalie von Elterlein (1784–1865), poète, auteur de „Heilig-Obnd-Liedes“
- Karl Sewart (1933-), écrivain

## Jumelages
- Rhaunen (Allemagne)
- Saint-Valérien (Yonne) (France)